# Chameleon (videojuego de 2005)
Chamaleón es un videojuego de sigilo-acción desarrollado por Sliver Wish Games. Esté juego fue liberado en 2005 por Cenega aunque solo fue liberado en un número limitado de países. Actualmente el juego se encuentra solo en dos idiomas checo y ruso. Nunca ha sido liberado en mercados occidentales. El desarrollo ya se había completado en 2003 pero fue publicado en 2005. Utiliza el motor Gráfico ( LS3D ), mismo motor del videojuego Mafia City of Lost Heaven

## Jugabilidad
El juego se centra en el sigilo. Los jugadores pueden usar equipos de espionaje, tales como gafas de visión nocturna, binoculares, minicámaras, o cámaras. aparatos necesarios son recogidos de forma automática antes de una misión, pero algunos pueden ser añadidos por el jugador sí mismos si ellos quieren. Las armas en juego incluye Desert Eagle, Colt 1911, MP5, AK-47, Mini-Uzi, Dragunov y mini-ballesta. La vista predeterminada en el juego es la vista de tercera persona, pero también se puede usar la vista de primera persona,

## Argumento
La historia se centra en un exagente sin nombre de la CIA agente que vio la muerte de sus padres cuando él era un niño. El tratara de encontrar a los asesinos de sus padres y tomar venganza. Su investigación le lleva a varios lugares de todo el mundo El juego Está dividido en 17 etapas separadas. Aunque el juego solo tiene lugar en 10 países de diferentes continentes y lleva al jugador en lugares como Afganistán , Albania , Argentina , Irlanda , Colombia , Cuba , Líbano , Moldavia , Rusia , EE.UU.

## Recepción
El juego recibió generalmente puntuaciones positivas de críticos. Actualmente tiene 76% en MobyGames y 75% en Hodnoceniher.cz .